# Brunel Award

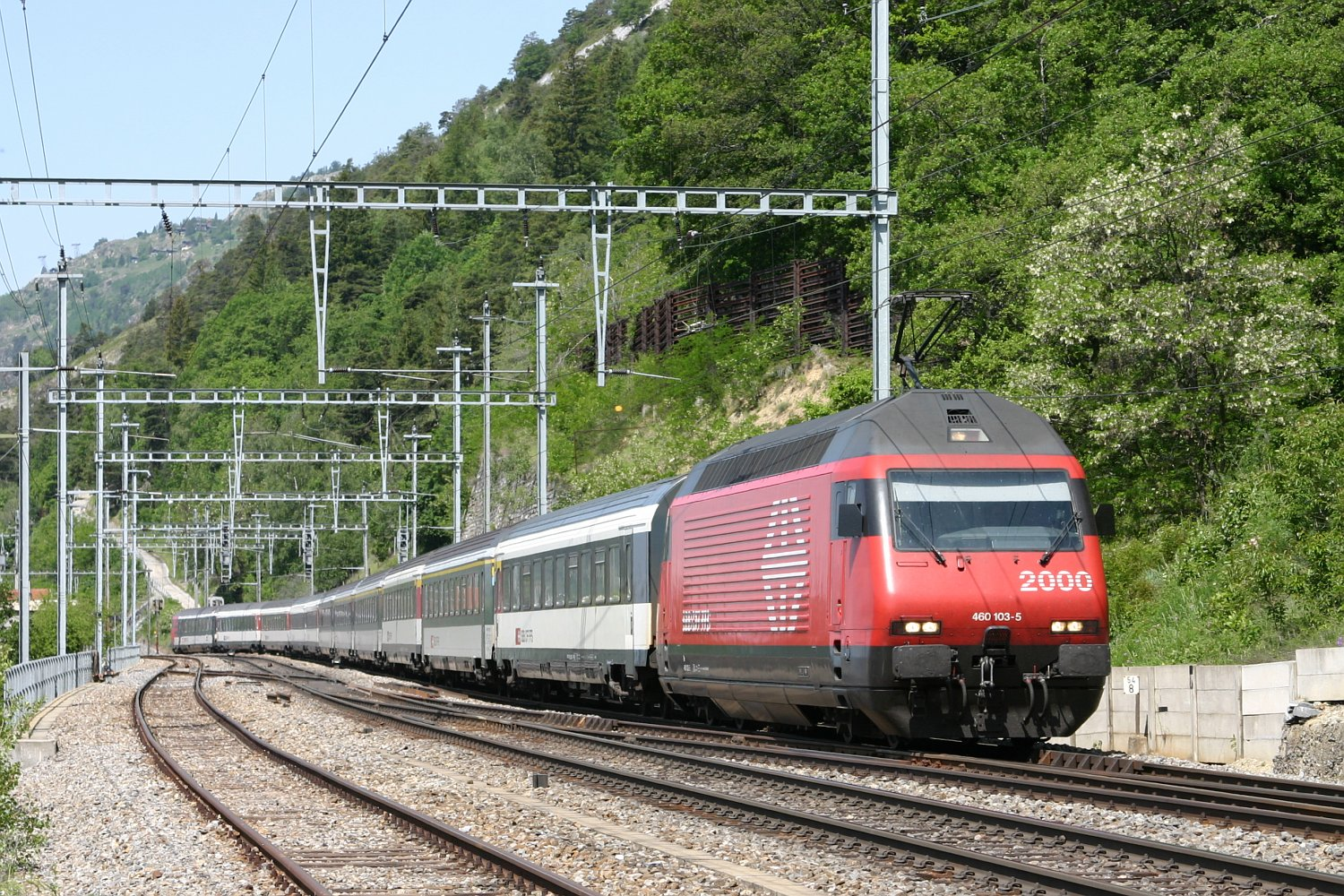
La locomotive Re 460 des CFF : Brunel Award en 1992.

Gare d'Aix-en-Provence TGV : Brunel Award en 2008.

Les Brunel Awards sont des prix récompensant les entreprises ferroviaires pour le design architectural de leurs infrastructures et matériels roulants. Le nom leur a été attribué en honneur d'Isambard Kingdom Brunel, fondateur du Great Western Railway et concepteur du paquebot géant Great Eastern.

## Historique
Les Brunel Awards sont pour la première fois attribués en 1985, lors des festivités des 150 ans des Great Western Railway, la cérémonie étant alors présidée par la reine Élisabeth II.
| Édition | Année | Lieu          | Organisateur                       | Occasion                                                                                    |
| ------- | ----- | ------------- | ---------------------------------- | ------------------------------------------------------------------------------------------- |
| 1       | 1985  | Bristol       | British Rail (BR)                  | 150 ans Great Western Railway                                                               |
| 2       | 1987  | Vienne        | Österreichische Bundesbahnen (ÖBB) | 150 ans des chemins de fer en Autriche                                                      |
| 3       | 1989  | Amsterdam     | Nederlandse Spoorwegen (NS)        | 150 ans des chemins de fer aux Pays-Bas                                                     |
| 4       | 1992  | Madrid        | RENFE                              | 50 ans RENFE, ouverture LGV Madrid-Séville, Expo 92 et JO de Barcelone                      |
| 5       | 1994  | Washington DC | FoRTE                              | Foundation for Railway and Transportation Excellence                                        |
| 6       | 1996  | Copenhague    | Danske StatsBaner (DSB)            |                                                                                             |
| 7       | 1998  | Madrid        | RENFE                              | 150 ans des chemins de fer en Espagne                                                       |
| 8       | 2001  | Paris         | SNCF                               | mise en service de la LGV Méditerranée                                                      |
| 9       | 2005  | Copenhague    | Danske StatsBaner (DSB)            |                                                                                             |
| 10      | 2008  | Vienne        | Österreichische Bundesbahnen (ÖBB) |                                                                                             |
| 11      | 2011  | Washington DC | Groupe de designers ferroviaires   |                                                                                             |
| 12      | 2014  | Amsterdam     | ProRail BV et NS BV                | 175 ans des chemins de fer aux Pays-Bas et 125e anniversaire de la gare d'Amsterdam-Central |

## Édition 2011
Pour l'édition 2011, cinq catégories étaient jugées ; la 3e catégorie est nouvelle.
- Catégorie 1 : gares ferroviaires
- Catégorie 2 : infrastructures techniques
- Catégorie 3 : bâtiments ferroviaires et fret
- Catégorie 4 : graphismes, design industriel et arts
- Catégorie 5 : matériel roulant

20 prix ont été attribués :
- Allemagne : 1
- Autriche : 2
- Chine : 1
- Espagne : 1
- États-Unis : 5
- Japon : 5
- Pays-Bas : 3
- Portugal : 1
- Suède : 1

## Édition 2014
Pour l'édition 2014, quatre catégories étaient jugées.
- Catégorie 1 : gares ferroviaires
- Catégorie 2 : graphismes, design industriel et arts
- Catégorie 3 : infrastructures techniques et environnement
- Catégorie 4 : matériel roulant

19 prix ont été attribués :
- Japon : 8
- France : 4
- Pays-Bas : 2
- Finlande : 2
- Hongrie : 1
- Portugal : 1
- Autriche : 1

## Lauréats par pays
La liste n'est pas exhaustive.

### Allemagne
- DB :
  - InterCityExperimental (1987)

- DB AG :
  - Restauration du toit de la gare centrale de Dresde (2008)
  - Remise à neuf de l'ICE 1 (2008)
  - Kiosque à café de la gare centrale de Francfort-sur-le-Main (2011)

### Autriche
- Österreichische Bundesbahnen (ÖBB) :
  - Gare centrale de Graz, pour l'aménagement de son hall (2008)
  - Gare centrale d'Innsbruck (2008)
  - Nouveau pont de Freudenau dans le port de Vienne (2011)

### Chine
- Gare de Wuhan (2011), conçue par AREP, le bureau architectural de la SNCF

### Espagne
- Renfe :
  - Gare de Saragosse-Delicias (2005)
- Métro de Bilbao :
  - Station de Sarriko (1998)

### États-Unis
- SEPTA
  - Réhabilitation de la gare de Wilmington (2011)
  - Rénovation des gares de Fort Washington, Ambler et North Wales (2011)

### France
- SNCF :
  - Gare de Monts (1994)[3]
  - X 72500 (autorail régional) (1998)[4]
  - Gare d'Aix-en-Provence TGV (2005)
  - Plate-forme multimodale de Strasbourg (2008)
  - Rénovation de la gare de Paris-Est (2008)
  - Aménagements environnementaux de la gare de La Haie-Fouassière (2014)
  - Restructuration de la gare de Paris-Saint-Lazare (2014)

### Hongrie
- MÁV
  - Rénovation des gares de la ligne 120A (Ligne de Budapest à Szolnok par Újszász) (2014)

### Irlande
- Iarnród Éireann :
  - Gare de Tara Street, à Dublin (pour son entrée sud) (2008)

### Japon
- JR East :
  - Concept de design pour les toilettes dans les gares (2008)
  - Tokyo Station City (rénovation de la gare de Tokyo) (2014)
  - Nouvelle gare de Hitachi (2014)
- JR Hokkaido :
  - Projet artistique JR Tower « Northern window to the world », gare de Sapporo (2005)
  - Gare d'Iwamizawa (2011)
- JR Kyushu :
  - Gare de Hyūgashi (2008)
  - Gare de Shin-Tosu (2011)
- Jōshin Electric Railway
  - Nouvelle gare de Jōshū-Tomioka à Tomioka (2014)
- Tosa Kuroshio Railway
  - Rénovation de la gare de Nakamura (2014)

### Pays-Bas
- Nederlandse Spoorwegen (NS) :
  - Gare de Lelystad-Centre (1989)
  - Gare d'Amsterdam-Central pour la couverture du 1er quai (1994)
- ProRail :
  - Gare d'Amsterdam Bijlmer ArenA (2008)
  - Rénovation de la gare de Hilversum (2011)
  - Station d'Emmen-Sud (2011)
  - Rénovation de la Gare de Rotterdam-Central (2014)
- Commune de Helmond :
  - Nouvelle gare de Helmond (2014)

### Portugal
- Caminhos de ferro portugueses (CP) :
  - Gare de Lisbonne-Oriente (1998)
- Rede ferroviaria nacional (REFER)
  - Nouveau pont au-dessus du Sado (2011)
  - Restauration des faïences de la gare de São Bento (2014)

### Royaume-Uni
- London and Continental Railways (LCR) :
  - Gare de Saint-Pancras International à Londres (2008)
- London Transport :
  - Station Embankment, pour son design (1989)

### Suède
- Jernhusen
  - Agrandissement de la gare centrale de Malmö (2011)

### Suisse

#### Distinctions
- Chemin de fer du Lötschberg (BLS) :
  - Tunnel de base du Lötschberg (2008)

- Chemins de fer fédéraux suisses (CFF) :
  - Locomotive Re 460 (1992)
  - Apm EC panoramique (1992)
  - Rénovation des RABe EC II (1992)
  - Rénovation de la gare de Zurich Stadelhofen (1992)
  - Rénovation de la gare de Thalwil (1992)
  - Rénovation de la station de Richterswil (1992)
  - Poste d'aiguillage de la gare de Bâle CFF signé Herzog & de Meuron (1996)
  - La gare de Zoug a reçu deux Brunel Awards en 2005 : pour son architecture - «La fonctionnalité du lieu ainsi que sa forme créent un bel ensemble.» - et pour son installation lumineuse signée James Turrell, «Le design ouvre le dialogue avec l'environnement urbain et donne au public un sentiment d'espace.»
  - Gare de Berne-Wankdorf (2005)
  - Système de train rapide-transit, Stadtbahn de Zoug (2008)
  - Gare de Bâle-Dreispitz (Regio S-Bahn) (2008)
  - Restaurant du personnel d'Olten-Tannwald (2008)

En 2005 lors de la 9e cérémonie des Brunel Awards, les CFF ont reçu le prix spécial du jury - pour la deuxième fois depuis 1994 - pour les récompenser de leurs efforts fournis dans le domaine de l'architecture ferroviaire (20 Brunel Awards reçus en 20 ans, entre 1985 et 2005)
Distinctions (Brunel Commendation) reçues par les CFF.
- 1992
  - Gare de la Museumstrasse (RER Zurich) à la Gare centrale de Zurich
  - Gare de Bad-Ragaz
  - Voiture pour conférences
  - Campagne de publicité «Des pensées pour le train»
- 2005
  - Gare de Muntelier-Löwenberg (Morat): «Le design d'éléments différents est convaincant.»
  - Gare de Längenbold (Root): «La passerelle et les détails sont réunis de manière élégante.»
  - Aménagement du paysage de Brunnmatten, près de Langenthal: «Ce projet reflète un effort environnemental et représente une solution idéale.»
  - Centre d'entretien des trains voyageurs (CEG) à Genève: «Très bien proportionné et bon contraste dans le choix des matériaux.»
  - Train régional FLIRTS: «Un design intérieur soigné, gai et intéressant.»
- 2008[5]
  - Rénovation du hall de la gare de Lausanne
  - Gare du musée des transports à Lucerne
  - Revalorisation de la gare de Hardbrücke (de) à Zurich
- 2011[6]
  - Transformation et assainissement, nouvelle aile ouest à la gare de Brigue[7]
  - Aménagement du bâtiment voyageurs et du quartier de la gare de Coire[8]
  - Réaménagement des arcades du viaduc Letten sous le signe du label «Im Viadukt» à Zurich[9]
  - Locomotive de manœuvre électrique bi-fréquence Ee992[10]

## Sources et liens externes
- Le site du Groupe Watford, page des Brunel Awards
- Les neuvièmes Brunel Awards (2005) sur le site de l'organisateur, les DSB
- Les dixièmes Brunel Awards (2008) sur le site de l'organisateur, les ÖBB